# Tima Pouye
Tima Pouye est une joueuse française de basket-ball, née le 7 avril 1999 à Tulle (Corrèze).

## Biographie

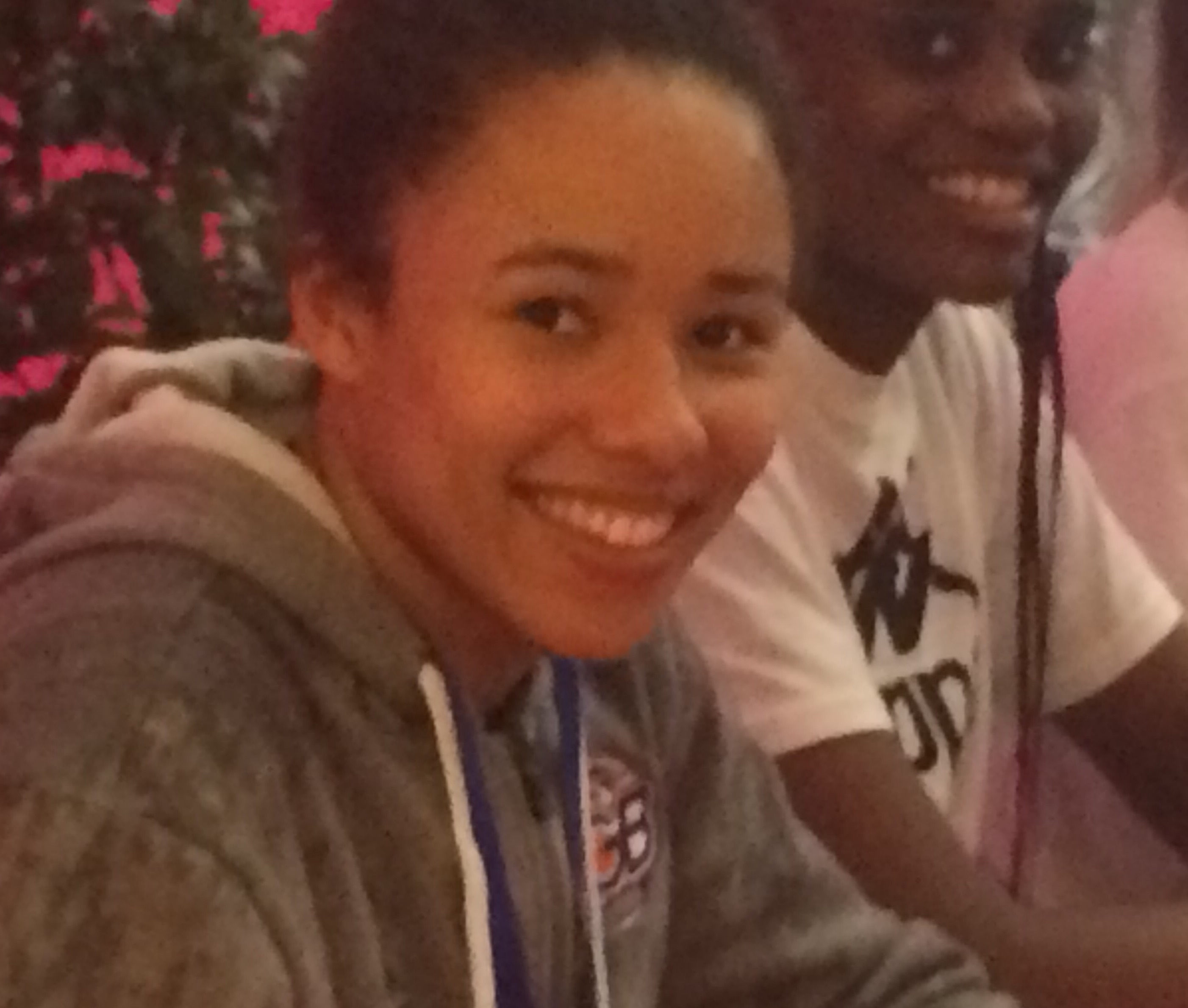
Tima Pouye en septembre 2017.

Elle développe un style de jeu très agressif vers le cercle et aime les responsabilités : « Je ne sais pas d’où vient mon style de jeu, mais c’est vrai que j’ai toujours été une scoreuse. Encore une fois je pense que ça vient des personnes que j’ai pu rencontrer. Toujours les coachs et joueuses m’ont mis en confiance, et à la suite de ça j’ai pris des initiatives. Après c’est vrai que mon jeu est polyvalent, j’ai la capacité de shooter à longue distance mais également de driver. » Elle commence à jouer au basket-ball à l'âge de six ans dans son village à l'US Guennoise avant de rejoindre le Limoges ABC et poursuit à Bassens en minimes (U15) France chez les Coteaux de Garonne , tout en passant deux années au Pôle espoir d’Aquitaine de Mont-de-Marsan.
Admise au Centre fédéral, elle y passe trois années rythmées par les compétitions internationales de jeunes et notamment le titre européen U18 en 2016. Durant l'été 2015, l'Équipe de France U16, elle avait décroché la 5e place avec notamment une victoire décisive sur les Russes  (18 points, 4 rebonds et 3 passes décisives) en match de classement pour obtenir une qualification pour le Mondial U17. Au championnat du monde 2016, les Bleuettes dont défaites en quart de finale par les Américaines et se classent huitièmes. En 2018, elle est retenue en Équipe de France A' qui dispute des rencontres amicales face à la Hongrie. Lors du championnat d'Europe U20 2019, elle est élue dans le meilleur cinq de la compétition, où la France décroche la médaille de bronze.
Elle signe son premier contrat professionnel à Tarbes où François Gomez la responsabilise rapidement : « J’ai été mise directement dans de superbes conditions en tant que jeune. Le coach et mes coéquipières m’ont fait confiance rapidement, et donc ça a facilité mon adaptation. » Lors de sa première saison, elle dispute les finales du championnat de France et découvre l'Eurocoupe l'année suivante. Elle s'impose en LFB lors de sa troisième saison dans le Sud-Ouest avec 14,4 points à 41,4% de réussite aux tirs, 5,2 rebonds et 2,4 passes décisives pour 11,2 d'évaluation, bien que le club doive lutter pour le maintien. Ses performances lui permettent de rejoindre les  Flammes Carolo, club qui avait tenté de la recruter à sa sortie de l'INSEP et avec lequel elle disputera de nouveau l'Eurocoupe et fera équipe avec Amel Bouderra.

## Clubs
- 2014-2017 :  Centre fédéral
- 2017-2020 :  Tarbes Gespe Bigorre
- 2020-2022 :  Flammes Carolo basket
- 2022-2023 :  Roche Vendée Basket Club
- 2023- :   Tango Bourges Basket

## Palmarès

### Équipe nationale
- Médaille d'or au championnat d'Europe U18 2016
- Médaille de bronze au championnat d'Europe U18 2017
- Médaille de bronze au championnat d'Europe U20 2019[9].

## Distinction personnelle
- Meilleur cinq du championnat d'Europe U20 2019[9]